# Ulrik Bergmanson
Gustaf Ulrik Bergmanson, född 27 mars 1818 i Synnerby församling, Skaraborgs län, död 30 juli 1882 i Sundsvalls församling, Västernorrlands län, var en svensk häradshövding och riksdagsman.
Bergmanson var häradshövding i Medelpads västra domsaga. Under sin tid som riksdagsman var han ledamot av första kammaren respektive andra kammaren under olika perioder.